# Upeksha (Tư tưởng Ấn Độ)
Upeksha trong tiếng Phạn hay Upekkhā trong tiếng Pali có nghĩa là sự điềm đạm, không vướng mắc, tâm trí cân bằng hay sự buông bỏ. Upeksha không có nghĩa là lãnh đạm. Nó là yếu tố thứ tư trong tình thương chân chính và có trí tuệ bình đẳng là hạt giống của nó thứ loại bỏ mọi rào cản, phân biệt và thành kiến khi dẫn đến một sự hòa hợp đáng ngưỡng mộ nơi mà không có sự phân biệt giữa ta và mọi người; không có Upeksha, tình thương có tính sở hữu. Điềm đạm hay Upeksha phát triển từ chánh niệm, sau đó một người trở thành người làm chủ mọi tình huống cho dù tình huống đó có như thế nào, không có nó một người không thể giải quyết bất kì điều gì một cách bình tĩnh; Ý nghĩa của nó là một người thật sự sống trong mọi điều kiện.
Sự hiểu biết mà hạnh phúc của chúng ta và của những người khác là không có sự phân biệt đưa chúng ta trực tiếp tới yếu tố thứ tư của Brahmavihara, Upeksha. Sự buông bỏ của Upeksha mang lại khả năng nhận một góc nhìn lớn và nhìn xuyên suốt toàn bộ tình huống không giới hạn mặt này hay mặt đối lập. Kẻ thù gần của nó là sự vô cảm thứ rất khó nhận ra vì nó che giấu trên bề mặt như một sự quân bình của tâm trí; vô cảm gây đến sự rút lui vào một hình thức của sự chối bỏ như sự đè nén, một thái độ dửng dưng – không quan tâm bất kì điều gì.
Trong Yoga, maîtri, karuna, mudita và upeksha chỉ là những khía cạnh khác nhau của sự thong cảm đại đồng, thứ loại bỏ tất cả sự tối tăm trong bản chất của chúng ta và hợp nhất chúng ta với đồng loại. Đây là khía cạnh tích cực của tâm trí với sự đề cập tới sự ngăn cấm việc sát thương (ahimsa), điều này sẽ làm sạch tâm trí và làm cho tâm trí phù hợp với Śraddhā, v.v., chuẩn bị cho tâm trí trở nên vững vàng nhằm đạt được tri thức phân biệt chân chính. Nó là một karmasthana giữ một vị trí rất cao trong sadhana. Giống như bình đẳng ở Bhagavad Gita, upeksha của Phật tử hoạt động trên nhiều cấp độ, và 10 loại upeksha đã được liệt kê; nó là sự bình đẳng được gọi là sáu chi upeksha, từ bỏ tất cả các phản ứng thuần túy của sáu giác quan khi bất cứ điều gì hợp ý hoặc không hợp ý tự nó xuất hiện. Samadhi cũng có thể liên quan đến việc trao dồi bốn trạng thái tâm trí được gọi là Brahmaviharas, bốn trạng thái là - "tâm từ" (maîtri), "tâm bi" (karuna), "tâm hỷ" (mudita) và "tâm xả" (upeksha). Được thực hành để hoàn thiện, những trạng thái này yêu cầu một người làm sách tâm trí ở mức độ vô hình tình trạng mà gần cham tới đỉnh của sự tồn tại.
Upeksha như một sức mạnh bao gồm tự do khỏi mọi loại ham muốn và nảy sinh vì nó không  thích thứ này hơn thứ kia. Nó đối lập với tính cá nhân. Sức mạnh này biểu hiện thành mười loại là -
- Sadangopeksha(khi không có sự hiện diện của sự thỏa mãn và sự không thỏa mãn)
- Brahma-wiharopeksha(khi tâm trí bị tác động đều đến tất cả nhân loại)
- Bowdyangopeksha(khi tâm trí bị tác động đều đến tất cả tư tưởng)
- Wiryopeksha(khi tâm trí bị tác động đều bởi một lực tương tự của quyết tâm)
- Sankharopeksha(khi tâm trí được tác động đều đến mọi loại trí tuệ)
- Wedanopeksha(khi tâm trí nhận thức không thỏa mãn hay đau đớn)
- Widarsanopeksha(khi tâm trí không bị tác động bởi những gì được nhìn thấy)
- Tatramadyastopeksha(khi tất cả thách thức của upeksha được áp dụng cùng nhau)
- Dhyanopeksha(khi sự hữu hạn của những đối tượng cảm giác được được gắn kết với một tâm trí bình tĩnh)
- Parisudi-upeksha(khi tâm trí được tác động đều hướng đến tất cả những thứ cần thiết để bảo đảm cho sự tự do gắn chặt với sự tồn tại).

Tất cả upekshas có thể được sở hữu bởi một người và cùng một người những cái thứ hai không thể đạt được mà không có cái thứ nhất.
Theo các nhà thông thiên học, maitri, karuna, mudita và upeksha là 4 tính chất của một Jivanmukta người hỗ trợ Sishya(“Tín đồ”) người đạt được trạng thái giải thoát(mukti), Bhakta ("người sùng kính"), người đạt được những mục đích cao quý của mình, Udasina ("người bình thản") người bắt đầu trân trọng tình yêu đối với những việc làm đức hạnh và Pathaka (tội đồ) người mà tội lỗi đã được gột rửa, và lakshanas của những con người này là akkrodha(“vắng mặt sự thù ghét”), arogya(“sức khỏe ổn định), jitendriyathawam("chinh phục xúc cảm"), daya (sự tử tế), kshama(sự nhẫn nại), janapriyathawa(sự hòa đồng), alobha(“vắng mặt sự tham lam”), dathruthawa(hào phóng), abhaya(dũng cảm) và nairmalaya(trong sạch).
Cùng với 4 upayas(sama, dana, bheda và danda) thứ mà sau này là những hành động cho những ứng dụng của chính sách ngoại giao Kamandaka và những người khác đã từng nhắc việc ứng dụng Upeksha, Maya và Indrajala trong vấn đề ngoại giao; kẻ thù có thể được chống lại hay hạn chế bởi một chính sách về Upeksha và sự lãnh đạm tuyệt đối thậm chí tới hành động của quân đội kẻ thù.